# РК Локомотива Брчко
Рукометни клуб Локомотива Брчко је клуб из Брчког. Клуб игра утакмице у СД Брчко, а такмичи се у Премијер лиги БиХ.

## Историјат
Клуб је основан 1960. године. У периоду пре Рата у БиХ, Локомотива Брчко такмичила се у републичким лигама. Почетком рата стопирану су све активности клуба. Обнављачка Скупштина клуба одржана је у децембру 2003. године и од тада се клуб редовно такмичи. Један од већих успеха клуба било је освајање Купа Републике Српске у рукомету у сезону 2007/2008.

## Трофеји
- Прва лига РС
  -  (1): 2007/08.
- Куп РС
  -  (1): 2007/08.